# Masao Yamakawa
Masao Yamakawa (jap. 山川 方夫, Yamakawa Masao; * 25. Februar 1930 im Stadtbezirk Shitaya, heute: Taitō, Präfektur Tokio; † 20. Februar 1965) war ein japanischer Schriftsteller.
Yamakawa war Herausgeber des Literaturjournals Mita Bungaku. Als Schriftsteller wurde er 1957 mit Hibi no shi („Tod im Alltag“) bekannt. 1964 erschienen die Romane Kaigan kōen und Ai no gotoku. Yamakawa kam 1965 bei einem Verkehrsunfall ums Leben.